# Іштван Шандор (футболіст, 1986)
Іштван Шандор (угор. Sándor István, нар. 4 січня 1986, Ужгород, Закарпатська область, УРСР) — угорський футболіст, центральний півзахисник угорського клубу «Сорокшар».

## Кар'єра гравця
Іштван Шандор народився 4 січня 1986 року в Ужгороді. Проте на молодіжному рівні розпочав виступати в сусідній Угорщині, в клубах «Уйпешт», «Вац» та «Дьйор». У 2005 році захищав кольори «Ельоре», зіграв 28 матчів та відзначився 3-ма голами. З 2006 по 2008 роки виступав у клубах вищого дивізіону чемпіонату Угорщини «Будапешт Гонвед» та «Татабанья». З 2008 по 2011 роки захищав кольори «Відеотона», «Фельчут» та «Будаєрши».
У 2011 році переїхав до Білорусі, до клубу місцевої вищої ліги «Нафтан». У складі білоруського клубу дебютував 2 березня 2011 року в нічийному (1:1) виїзному поєдинку 1/4 фіналу кубку Білорусі проти «Німана». Іштван вийшов на поле на 67-ій хвилині, замінивши Івана Карповича. У чемпіонаті Білорусі дебютував 2 квітня 2011 року в нічийному (1:1) домашньому матчі 1-го туру проти ФК Гомеля. Шандор з'явився на полі на 71-ій хвилині, замінивши Микиту Букаткіна. Першим голом за «Нафтан» відзначився 15 квітня 2011 року в переможному (6:0) домашньому поєдинку 4-го туру вищої ліги чемпіонату Білорусі проти могильовського «Дніпра». Загалом у вищій лізі білоруського чемпіонату зіграв 13 матчів та відзначився 2-ма голами (також зіграв 12 матчів та відзначився 1 голом за «дубль»), ще 3 матчі провів у кубку Білорусі.
У 2012 році повернувся в Угорщину. З того часу виступав за нижчолігові угорські клуби.

## Особисте життя
Батько Іштвана, Іштван Шандор ст., теж був професійним футболістом, а згодом став тренером.
Має старшого брата, Дьордя Шандора (1984 р.н.), який ттакож став професіональним футболістом.

## Заборона в'їзду на територію України
26 червня 2018 року СБУ заборонила футболісту в'їзд на територію України через виступи за по факту сепаратистську команду українських угорців «Kárpátalja» та участь з командою у чемпіонаті світу з футболу серед невизнаних країн і територій.